# Премия Diagram за самое необычное название книги
Премия Diagram за самое необычное название книги (англ. Bookseller/Diagram Prize for Oddest Title of the Year, или Diagram Prize) — юмористическая литературная премия, которая ежегодно даётся книге с самым необычным, странным или курьёзным названием. Премия названа в честь Diagram Group, информационной и графической компании, основанной в Лондоне, и британского журнала издательской индустрии The Bookseller.
Первоначально премия была учреждена в период проведения франкфуртской книжной ярмарки, и с тех пор ежегодно вручается журналом The Bookseller под управлением его редактора Horace Bent. Сначала победителей определяли эксперты, а с 2000 года победитель определяется публичным голосованием на сайте журнала The Bookseller’s (например в 2009 году).

## История
Хотя эта премия была учреждена журналом The Bookseller («Продавец книг»), сама идея относительно награды за книгу с самым странным названием (заголовком) была предложена издателями Брюсом Робертсоном, соучредителем фирмы Diagram Group, и Тревором Боунфордом, для того чтобы привлечь внимание во время проведения очередной франкфуртской Книжной Ярмарки в 1978 году. Bookseller провел небольшой опрос среди коллег, приехавших на ярмарку-выставку. Участники должны были рассказать о самых удивительных и парадоксальных названиях книг, которые им случилось видеть за последнее время. Результаты опроса так поразили издателей, что они решили учредить ежегодную премию на самое нелепое название. Первоначально премия называлась Diagram Group Prize for the Oddest Title at the Frankfurt Book Fair, и тогда любая книга, участвующая в книжной ярмарке, могла быть номинирована.
В 1987 и 1991 годах премия не вручалась. С 2000 года журнал начал учитывать мнения читателей и их голоса. А с 2009 года в голосовании участвует опрос на Twitter. Это привело к резкому увеличению числа номинантов на премию, рекордному за всю историю награды. Было номинировано 90 книг (в том числе 50 из Twitter), что почти в 3 раза больше прошлогоднего результата (32). Однако редактор и хранитель премии Хорас Бент (возглавивший журнал в 1982 году) выразил своё недоумение и раздражение, так как многие голосовавшие нарушили правило, номинировав книги за прошлые годы и даже за 1880 год.
Премия The Diagram Prize ежегодно привлекает внимание прессы. В 2008 году в голосовании за Diagram Prize приняло участие больше человек (8,500 голосов), чем в голосовании за премию The Best of Booker Prize (7,800).
Конкретным призом для читателя, номинировавшего победителя, служит бутылка шампанского или красного вина Бордо, повышая публичность автора книги.

## Победители
Список победителей премии:
| Год  | Русское название | Английское название                                                                                                 | Автор                                       | Издатель                                     | Комментарий |
| ---- | --- | --- | ------------------------------------------- | -------------------------------------------- | --- |
| 1978 | «Материалы Второй международной конференции по голым мышам»                                                           | «Proceedings of the Second International Workshop on Nude Mice»                                                     | Коллектив авторов                           | University of Tokyo Press                    | Медицинские исследования лабораторных мышей с заторможенной иммунной системой |
| 1979 | «Мадам как предпринимательница: домашняя проституция и управление карьерой»                                           | «The Madam as Entrepreneur: Career Management in House Prostitution»                                                | Барбара Шерман Хейл                         | Transaction Press                            | О работе в индустрии проституции |
| 1982 | «Население и другие проблемы: планирование семьи, жильё для 1000 миллионов, работа»                                   | «Population and Other Problems: Family Planning, Housing 1,000 Million, Labour Employment»                          | Коллектив авторов                           | China National Publications                  | Очерки о демографической ситуации в КНР |
| 1983 | «Нерешённые проблемы новой теории продольного проката»                                                                | «Unsolved Problems of Modern Theory of Lengthwise Rolling»                                                          | А. И. Целиков, Г. С. Никитин, С. Е. Рокотян | Mir Publishers                               | О прокате как технике обработки металла |
| 1987 | Не вручалась | Не вручалась | Не вручалась                                | Не вручалась                                 | |
| 1988 | «Версаль: взгляд из Швеции»                                                                                           | «Versailles: The View from Sweden»                                                                                  | Элайн Ди, Гай Уолтон                        | University of Chicago Press                  | Каталог выставок музея Купера-Хьюита и влияние французского барокко и классицизма на современную Швецию |
| 1989 | «Как гадить в лесу: экологический подход к забытому искусству».                                                       | «How to Shit in the Woods: An Environmentally Sound Approach to a Lost Art»                                         | Кэтлин Мейер                                | Ten Speed Press                              | Об ответственной обработке человеческих отходов в глуши |
| 1991 | Не вручалась | Не вручалась | Не вручалась                                | Не вручалась                                 | |
| 1992 | «Как избегать крупных кораблей»                                                                                       | «How to Avoid Huge Ships»                                                                                           | Джон Триммер                                | Cornwell Maritime Press                      | Советы морякам прогулочных катеров об опасности морских путей |
| 1994 | «Знаменательные моменты из истории бетона»                                                                            | «Highlights in the History of Concrete»                                                                             | С. С. Стэнли                                | British Cement Association                   | Название книги говорит само за себя |
| 1996 | «Сельские почтальоны в Греции и номера штемпелей гашения»                                                             | «Greek Rural Postmen and Their Cancellation Numbers»                                                                | Дерек Виллан                                | Hellenic Philatelic Society of Great Britain | История почтовой службы Греции |
| 1997 | «Радость секса. Карманное издание»                                                                                    | «The Joy of Sex: Pocket Edition»                                                                                    | Алекс Комфорт                               | Mitchell Beazley                             | Название книги говорит само за себя |
| 1999 | «Сорняки в меняющемся мире: Сборник трудов совета Британского общества защиты растений № 64»                          | «Weeds in a Changing World: British Crop Protection Council Symposium Proceedings No. 64»                           | Чарльз Стиртон                              | British Crop Protection Council              | Другое название — «Гениталии бабочек Балканского полуострова, Контрольный список», первоначально было фаворитом, но позднее было отклонено |
| 2005 | «Люди, которые не знают, что умерли: как они привязываются к ничего не подозревающим посторонним и что с этим делать» | «People Who Don’t Know They’re Dead: How They Attach Themselves To Unsuspecting Bystanders and What to Do About it» | Гэри Леон Хилл                              | Red Wheel/Weiser Books                       | О мёртвых душах, селившихся в телах, им не принадлежащих |
| 2006 | «Беспризорные магазинные тележки востока Северной Америки: полевой определитель»                                      | «The Stray Shopping Carts of Eastern North America: A Guide to Field Identification»                                | Джулиан Монтагью                            | Harry N. Abrams                              | Справочник для идентификации брошенных тележек |
| 2007 | «Начните с собственных ног, если хотите ясности в отношениях»                                                         | «If You Want Closure in Your Relationship, Start with Your Legs»                                                    | Биг Бум (псевдоним сутенёра)                | Simon & Schuster US                          | Название книги настолько удачно, что необходимость читать её отпадает сама собой. |
| 2008 | «Перспективы 60-миллиграммовых упаковок для творога на 2009—2014 годы»                                                | «The 2009—2014 World Outlook for 60-milligram Containers of Fromage Frais»                                          | Филипп Паркер                               | Icon Group International                     | Книга сгенерирована аналитической программой, позволяющей создавать огромное количество узкоспециальных текстов, содержание которых собирается после обработки баз данных и поисковых запросов.. |
| 2009 | «Вязальные приключения с гиперболическими плоскостями»                                                                | «Crocheting Adventures with Hyperbolic Planes»                                                                      | Дайна Тайминя                               | A K Peters, Ltd.                             | Является примером работы по визуализации математических объектов с помощью вязания крючком. Таймина использует вязание крючком, чтобы создавать двумерные поверхности с постоянной отрицательной гауссовой кривизной, являющиеся моделями геометрии Лобачевского (гиперболической геометрии)                                                  |
| 2010 | «Управляем стоматологической клиникой по-чингисхановски».                                                             | «Managing a Dental Practice: The Genghis Khan Way»                                                                  | Michael R. Young                            | Radcliffe                                    | Справочник для управляющего стоматологической клиникой с опорой на опыт великого завоевателя в управлении людьми и подборе персонала. |
| 2011 | «Готовим с какашкой».                                                                                                 | «Cooking with Poo»                                                                                                  | Сайюд Дайвонг                               | Urban Neighbours of Hope                     | Тайская кулинарная книга. Название книги в действительности отсылает к прозвищу автора — Пу (poo по-тайски значит «краб»). В английском языке слово «poo» используется для обозначения экскрементов, при этом чаще всего употребляется при общении с детьми.                                                                                  |
| 2012 | «Как защитить свой курятник от гоблинов»                                                                              | «Goblinproofing One’s Chicken Coop»                                                                                 | Реджиналд Бейкели                           | Conari Press                                 | «Читатели выбрали крайне важную работу о лучших способах защитить своих кур от самых неприятных сказочных существ. Всем известно, как опасны для цыплят кошки, собаки и лисы, не говоря уже о куриных клещах, однако теперь общество признало, что пришло время обратить внимание на эту недооцененную угрозу» — хранитель премии Хорас Бент. |
| 2013 | «Как покакать на свидании»                                                                                            | «How to Poo on a Date»                                                                                              |                                             |                                              | Ответственный за премию сотрудник журнала похвалил выбор публики, сказав, что «они не только выделили заглавие, подлинно отражающее дух премии, но и выбрали руководство, которое способно помочь в сложных и щекотливых ситуациях». |
| 2014 | «У незнакомцев самые вкусные конфеты»                                                                                 | Strangers Have the Best Candy                                                                                       | Margaret Meps Schulte                       | Choose Art                                   | Самостоятельно изданный путеводитель |
| 2015 | «Слишком голая для нацистов»                                                                                          | Too Naked For the Nazis                                                                                             | Alan Stafford                               | Fantom Films                                 | Биография Wilson, Keppel and Betty, опубликованная компанией Fantom Films |
| 2016 | «Пригородный свиновод: Исчерпывающее руководство по содержанию свиней, когда время — ваш самый ценный товар»          | The Commuter Pig Keeper: A Comprehensive Guide to Keeping Pigs when Time is your Most Precious Commodity            | Michaela Giles                              | Old Pond Publishing                          | Практическое руководство по уходу за небольшим стадом свиней |
| 2017 | Не вручалась | Не вручалась | Не вручалась                                | Не вручалась                                 | |
| 2018 | «Радость кипячения воды»                                                                                              | The Joy of Waterboiling                                                                                             | Thomas Götz von Aust                        | Achse Verlag                                 | Первая книга на неанглийском языке, получившая премию (издана на немецком языке с английским названием) |
| 2019 | «Грязная дыра и ее вариации»                                                                                          | The Dirt Hole and its Variations                                                                                    | Charles L Dobbins                           | Публикация автора                            | Первый автор, получивший премию посмертно (он умер в 1997 году) |
| 2020 | «Собака, писающая на краю тропинки: Метафоры животных в восточно-индонезийском обществе»                              | A Dog Pissing at the Edge of a Path: Animal Metaphors in Eastern Indonesian Society                                 | Gregory Forth                               | McGill-Queen’s University Press              | Первый канадский автор, получивший премию |
| 2021 | «Обрезан ли Супермен?»                                                                                                | Is Superman Circumcised?                                                                                            | Roy Schwartz                                | McFarland & Company                          | Исследование еврейского происхождения Супермена. Автор отреагировал на свою победу так: «Конкуренция была жесткой, но я рад, что смог принять вызов» |
| 2022 | «РуПол-педагогика реальности: Эссе о преподавании и обучении с помощью реалити-шоу Королевские гонки Ру Пола»         | RuPedagogies of Realness: Essays on Teaching and Learning With RuPaul’s Drag Race                                   | Lindsay Bryde and Tommy Mayberry            | McFarland & Company                          | Научная работа, основанная на реалити-шоу Королевские гонки Ру Пола |
| 2023 | «Звуковой клаксон опасности! Сирена, изменившая историю»                                                              | Danger Sound Klaxon! The Horn That Changed History                                                                  | Matthew F Jordan                            | University of Georgia Press                  | История клаксона |
| 2024 | «Рыба-философ: Осётр, Икра и География Желания»                                                                       | The Philosopher Fish: Sturgeon, Caviar, and the Geography of Desire                                                 | Richard Adams Carey                         | Brandeis University Press                    | Обновленное издание книги, первоначально опубликованной в 2005 году. Об осетровых и развитии икорной промышленности |

## Номинанты

### 2006
В шорт-лист номинантов, объявленный в начале 2007 года, вошли:
- «Татуированные горские женщины и ящики для ложек в Дагестане» — «Tattooed Mountain Women and Spoon Boxes of Daghestan»
- «Насколько „зелеными“ были нацисты?» — «How Green Were the Nazis?»
- «Великолепное мороженое Д. ди Машио: Д. ди Машио из Ковентри. Известная компания по производству мороженого с интересным и разнообразным парком автомобилей» — D. Di Mascio’s Delicious Ice Cream: D. Di Mascio of Coventry — «An Ice Cream Company of Repute, with an Interesting and Varied Fleet of Ice Cream Vans»
- «Беспризорные магазинные тележки востока Северной Америки: полевой определитель» — «The Stray Shopping Carts of Eastern North America: A Guide to Field Identification»
- «Лучше никогда не быть: вред появления на свет» — «Better Never To Have Been: The Harm of Coming Into Existence»

### 2007
В шорт-лист номинантов, объявленный в начале 2008 года, вошли:.
- «Меня терзала пигмейская королева любви» — «I Was Tortured by the Pygmy Love Queen»
- «Как написать книгу о том, как писать» — «How to Write a How to Write Book»
- «Люди ли женщины? И другие международные исследования» — «Are Women Human? And Other International Dialogues»
- «Решение сырных проблем» — «Cheese Problems Solved»
- «Начните с собственных ног, если хотите ясности в отношениях» — «If You Want Closure in Your Relationship, Start With Your Legs»
- «Значимые персоны Саутэнда и окрестностей: от короля Кнута до группы Doctor Feelgood» — «People who Mattered in Southend and Beyond: From King Canute to Doctor Feelgood»

### 2008
В шорт-лист номинантов, объявленный в начале 2009 года, вошли:
- «Перспективы 60-миллиграммовых упаковок для творога на 2009—2014 годы» — «The 2009—2014 World Outlook for 60-milligram Containers of Fromage Frais»
- «Метафизика бабуина» — «Baboon Metaphysics»
- «Большое решето и его применения» — «The Large Sieve and its Applications»

### 2009
В шорт-лист номинантов, объявленный в начале 2010 года, вошли:
- «Вязальные приключения с гиперболическими плоскостями» — «Crocheting Adventures with Hyperbolic Planes»
- «Запоздалые размышления охотника на червей» — «Afterthoughts of a Worm Hunter»
- «Коллекционные ложки Третьего рейха» — «Collectible Spoons of the Third Reich»
- «Управление смертоносным поведением автономных роботов» — «Governing Lethal Behavior in Autonomous Robots»
- «Изменчивый мир воспаленного кишечника» — «The Changing World of Inflammatory Bowel Disease»
- «Чихуахуа — что это за боб?» — «What Kind of Bean is This Chihuahua?»
- «Гордость и предубеждение и зомби» — «Pride and Prejudice and Zombies»
- «Садомазо для начинающих» — «Bondage for Beginners»
- «Интеллектуальная история каннибализма» — «An Intellectual History of Cannibalism»
- «Бекон: история любви» — «Bacon: A Love Story»
- «Прямая кишка — это могила?» — «Is the Rectum a Grave?»
- «Первые самолёты, построенные в домашних условиях» — «The First Home-Built Aeroplanes»
- «Происхождение фекалий» — «The Origin of Faeces»
- «Микки-Маус, Гитлер и нацистская Германия» — «Mickey Mouse, Hitler and Nazi Germany»

### 2010
В шорт-лист номинантов, объявленный в начале 2011 года, вошли:
- «Управляем стоматологической клиникой по-чингисхановски» — «Managing a Dental Practice: the Genghis Khan Way»
- «Какого цвета ваша собака?» — «What Color Is Your Dog?»
- «Дитя случайной связи итальянца» — «The Italian’s One-night Love Child»
- «Миф о социальном вулкане» — «Myth of the Social Volcano»
- «Щедрость мертвецов» — «The Generosity of the Dead»

### 2011
В шорт-лист номинантов, объявленный в начале 2012 года, вошли:
- «Готовим с какашкой» — «Cooking with Poo»
- «Пеннинский дневник г-на Андо: мемуары японского специалиста по определению пола цыплят в Хебден-Бридже в 1935 году» — «Mr Andoh’s Pennine Diary: Memoirs of a Japanese Chicken Sexer in 1935 Hebden Bridge»
- «Великая сингапурская пенисная паника и будущее американской массовой истерии» — «The Great Singapore Penis Panic and the Future of American Mass Hysteria»
- «Образ гриба в христианском искусстве» — «The Mushroom in Christian Art»

### 2012
В шорт-лист номинантов, объявленный в начале 2013 года, вошли:
- «Был ли Гитлер болен?» — «Was Hitler Ill?»
- «Лофты Северной Америки: Голубятни» — «Lofts of North America: Pigeon Lofts»
- «Инструкция по заточке карандашей» — «How to Sharpen Pencils»
- «Пипка Бога: Жизнь и приключения пениса» — «God’s Doodle: The Life and Times of the Penis»
- «Как защитить свой курятник от гоблинов» — «Goblinproofing One’s Chicken Coop»
- «Как чайные бабы изменили мир» — «How Tea Cosies Changed the World»

### 2013
В шорт-лист номинантов, объявленный в феврале 2014 года, вошли:
|   | Название на русском                                   | на английском                                          | Автор                         | Комментарий |
| - | ----------------------------------------------------- | ------------------------------------------------------ | ----------------------------- | --- |
| 1 | «Происхождение кала»                                  | «The Origin of Feces»                                  | Дэвид Уолтер-Тоус             | |
| 2 | «Кошки-пролетарии: Коты из винных погребов Нью-Йорка» | «Working Class Cats: The Bodega Cats of New York City» | Крис Балсиджер и Эрин Кэннинг | |
| 3 | «Из Южной Африки ли форель?»                          | «Are Trout South African?»                             | Дункан Браун                  | |
| 4 | «Как покакать на свидании»                            | «How to Poo on a Date»                                 | Серия Mats & Enzo             | Ранее в этой серии вышел ряд похожих инструкций, например, «Как покакать на работе», «Как покакать на выходных» и др.) |
| 5 | «Пирог-рафия: Где пирог встречается с биографией»     | «Pie-ography: Where Pie Meets Biography»               | Джо Пэкхем                    | |
| 6 | «Как молиться, если обижен на Бога»                   | «How to Pray When You’re Pissed at God»                | Иэн Паннетт                   | |

### 2019
В шорт-лист 2019 года попали книги:
- «Прекращение войны с ремесленным сыром» (Ending the War on Artisan Cheese). Кэтрин Доннелли
- «Ной обнажается» (Noah Gets Naked). Ксанна Ив Чаун
- «Как пить, не пьянея» (How to Drink Without Drinking). Фиона Бекетт
- «Встречи с викингами: Труды 18-го Конгресса викингов» (Viking Encounters: Proceedings of the 18th Viking Congress). Анна Педерсон и Сёрен Сандбека
- «Монстры Гитлера: Сверхъестественная история Третьего Рейха» (Hitler’s Monsters: A Supernatural History of the Third Reich). Эрик Курландер

### 2023
В шорт-лист 2023 года попали книги:
- «Секс в сухую: Руководство по знакомствам, отношениям и свиданиям без выпивки» («Dry Humping: A Guide to Dating, Relating, and Hooking Up Without the Booze»; Philip Gwyn Jones)
- «Я пукаю в вашем направлении: Метеоризм в популярной культуре» («I Fart in Your General Direction: Flatulence in Popular Culture»)
- «Хорьки из Бэквалли: Возрождение плато Колорадо» («Backvalley Ferrets: A Rewilding of the Colorado Plateau»)
- «Странности воды: экологическое неблагополучие в восемнадцатом веке» («The Queerness of Water: Troubled Ecologies in the Eighteenth Century»)
- «12 дней Рождества: Песнопение вне закона, которое не хотело умирать» («The 12 Days of Christmas: The Outlaw Carol that Wouldn’t Die»)